# Нью-Эйвон (тауншип, Миннесота)
Нью-Эйвон (англ. New Avon) — тауншип в округе Редвуд, Миннесота, США. На 2000 год его население составило 242 человека.

## География
По данным Бюро переписи населения США площадь тауншипа составляет 93,2 км², из которых 93,2 км² занимает суша, водоёмов нет.

## Демография
По данным переписи населения 2000 года здесь находились 242 человека, 89 домохозяйств и 70 семей.  Плотность населения —  2,6 чел./км².  На территории тауншипа расположено 96 построек со средней плотностью 1,0 построек на один квадратный километр. Расовый состав населения: 100,00 % белых.
Из 89 домохозяйств в 38,2 % воспитывались дети до 18 лет, в 71,9 % проживали супружеские пары, в 4,5 % проживали незамужние женщины и в 21,3 % домохозяйств проживали несемейные люди. 19,1 % домохозяйств состояли из одного человека, при том 5,6 % из — одиноких пожилых людей старше 65 лет. Средний размер домохозяйства — 2,72, а семьи — 3,11 человека.
27,7 % населения — младше 18 лет, 7,0 % — в возрасте от 18 до 24 лет, 27,3 % — от 25 до 44, 26,0 % — от 45 до 64, и 12,0 % — старше 65 лет. Средний возраст — 38 лет. На каждые 100 женщин приходилось 128,3 мужчин.  На каждые 100 женщин старше 18 приходилось 113,4 мужчин.
Средний годовой доход домохозяйства составлял 45 250 долларов, а средний годовой доход семьи —  51 250 долларов. Средний доход мужчин —  31 000  долларов, в то время как у женщин — 21 023. Доход на душу населения составил 17 437 долларов. За чертой бедности находились 5,0 % семей и 5,5 % всего населения тауншипа, из которых 2,5 % младше 18 и 6,7 % старше 65 лет.